# Krejnice
Krejnice falu és önkormányzat (obec) Csehország Dél-csehországi kerületének Strakonicei járásában. Területe 3,46 km², lakosainak száma 66 (2008. 12. 31). A falu Strakonicétől mintegy 14 km-re nyugatra, České Budějovicétől 63 km-re északnyugatra, és Prágától 108 km-re délnyugatra fekszik.
A település első írásos említése 1045-ből származik.

## Népesség
A település népessége az elmúlt években az alábbi módon változott:
| Lakosok száma | 292  | 280  | 275  | 151  | 93   | 73   | 80   | 77   | 75   | 75   |
|               | 1869 | 1900 | 1921 | 1961 | 1980 | 2011 | 2016 | 2019 | 2021 | 2024 |